# Vedalam
Vedalam è un film del 2015, diretto da Siva.

## Colonna sonora
1. Anirudh Ravichander, Vishal Dadlani – Veera Vinayaka – 4:23
2. Shruti Haasan, Shakthisree Gopalan – Don't You Mess With Me – 4:58
3. Ravi Shankar – Uyir Nadhi Kalangudhey – 3:05
4. Anirudh Ravichander – The Theri Theme – 1:52
5. Anirudh Ravichander, Badshah – Aaluma Doluma – 4:20